# RIZIN.18
GOOD SPEED presents RIZIN.18（グッド・スピード・プレゼンツ・ライジン・エイティーン）は、日本の総合格闘技団体「RIZIN」の大会の一つ。
2019年8月18日に愛知県名古屋市愛知県体育館（ドルフィンズアリーナ）で開催された。

## 概要
アメリカ・ニューヨークで開催されたBellator 222でBellator王座を獲得し、RIZINとBellatorの2団体統一バンタム級王者となった堀口恭司がRIZINに凱旋。朝倉海と対戦し、朝倉が1R 1分08秒で堀口を打撃で倒し、大金星をあげる勝利となった。元UFCファイターの水垣偉弥がマネル・ケイプと対戦するも敗れ、RIZIN初参戦は黒星という結果に終わった。

## 対戦カード
第1試合 キックボクシングルール 57.0kg契約ワンマッチ 3分3R
○  堀尾竜司 vs.  桜井宇宙 ×
3R終了 判定3-0
第2試合 キックボクシングルール 53.0kg契約ワンマッチ 3分3R
×  瀧谷渉太 vs.  大﨑一貴 ○
3R終了 判定0-3
第3試合 女子MMAルール 49.0kg 契約ワンマッチ 5分3R 肘あり
○  あい vs.  タバサ・ワトキンズ ×
3R終了 判定3-0
第4試合 MMAルール 59.0kg契約ワンマッチ 5分3R 肘あり
○  征矢貴 vs.  村元友太郎 ×
2R 1:28 TKO（レフェリーストップ：スタンドパンチ）
第5試合 MMAルール 61.0kg契約ワンマッチ 5分3R 肘あり
×  祖根寿麻 vs.  ジャスティン・スコッギンス ○
3R終了 判定0-3
第6試合 MMAルール 71.0kg契約ワンマッチ 5分3R 肘あり
○  上迫博仁 vs.  イーブス・ランドゥー ×
2R 3:45 TKO（レフェリーストップ：グラウンドパンチ）
第7試合 MMAルール 53.0kg契約ワンマッチ 5分3R 肘あり
-  越智晴雄 vs.  ジャレッド・ブルックス -
1R 0:10 ノーコンテスト（ドクターストップ：偶発的なバッティング）
第8試合 女子MMAルール 49.0kg契約ワンマッチ 5分3R 肘あり
○  浅倉カンナ vs.  アリーシャ・ザペテラ ×
3R終了 判定2-1
第9試合 キックボクシングルール 75.0kg契約ワンマッチ 3分3R
×  ジョン・ウェイン・パー vs.  ダニロ・ザノリニ ○
3R終了 判定1-2
第10試合 MMAルール 61.0kg契約ワンマッチ 5分3R 肘あり
○  マネル・ケイプ vs.  水垣偉弥 ×
2R 1:36 KO（スタンドパンチ）
第11試合 MMAルール 61.0kgワンマッチ 5分3R 肘あり
○  ビクター・ヘンリー vs.  トレント・ガーダム ×
3R 2:14 後ろ三角絞め
第12試合 女子MMAルール 49.0kg契約ワンマッチ 5分3R 肘あり
○  浜崎朱加 vs.  アム・ザ・ロケット ×
1R 3:29 腕ひしぎ十字固め
第13試合 MMAルール 61.0kg契約ワンマッチ 5分3R 肘あり
×  堀口恭司 vs.  朝倉海 ○
1R 1:08 KO（スタンドパンチ）